# Yo contigo, tú conmigo (The Gong Gong Song)
Yo contigo, tú conmigo (The Gong Gong Song) è un singolo del gruppo musicale colombiano Morat e del cantante spagnolo Álvaro Soler, pubblicato il 16 giugno 2017 come estratto dalla colonna sonora del film d'animazione Cattivissimo me 3.

## Tracce
1. Yo contigo, tú conmigo (The Gong Gong Song) (El tema de la película "Gru 3 mi villano favorito") – 2:57

## Classifiche
| Classifica (2017) | Posizione massima |
| ----------------- | ----------------- |
| Italia            | 29                |
| Spagna            | 18                |